# 若讷 (朗德省)
若讷（法語：Geaune，法語發音：[ʒon]）是法国朗德省的一个市镇，属于蒙德马桑区。

## 地理
若讷（43°38'23"N, 0°22'43"W）面积10.53 平方千米，位于法国新阿基坦大区朗德省，该省份为法国西南部沿海省份，是法國本土面积第二大的省，北起吉倫特省，西临大西洋，南至大西洋比利牛斯省，东临热尔省，东北与洛特-加龍省接壤。
与若讷接壤的市镇（或旧市镇、城区）包括：卡斯泰尔诺蒂尔桑、克莱德、莫里、佩罗卡佐泰特、佩科拉德、索尔贝特。

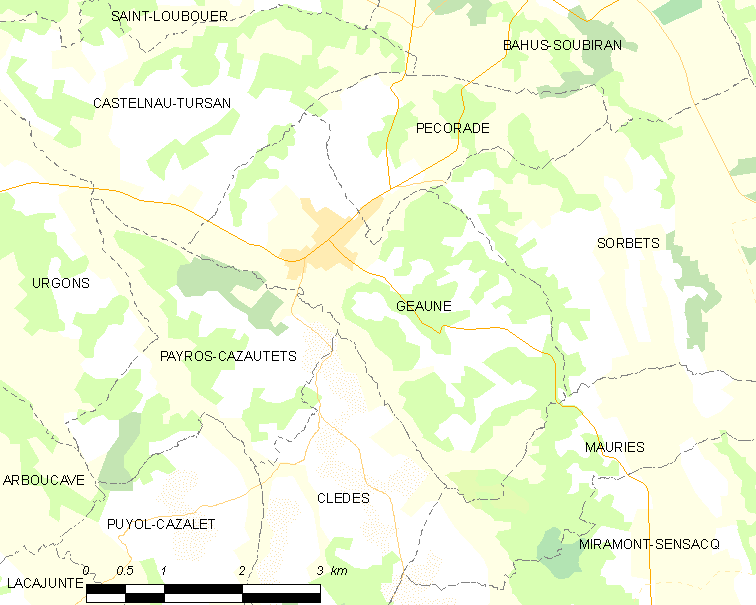
的OSM定位图

若讷的时区为UTC+01:00、UTC+02:00（夏令时）。

## 行政
若讷的邮政编码为40320，INSEE市镇编码为40110。

## 政治
若讷所属的省级选区为沙洛斯-蒂尔桑县。

## 人口

1962-2008年间人口变化图示

若讷于2022年1月1日时的人口数量为763人。